# Ӌ
Ӌ, ӌ е буква от кирилицата. Използва се в хакаския език, където обозначава звучната задвенечна преградно-проходна съгласна съгласна /ʤ/ ([дж]). Аналогични букви на Ӌ са Ӂ, Ӝ, Џ и Ҹ.

## Кодове
| Буква  | Уникод |
| ------ | ------ |
| Главна | U+04CB |
| Малка  | U+04CC |

В други кодировки буквата Ӌ отсъства.